# Операција Гвардијан
Операција Гвардијан је била акција Удбе из 1947. и 1948. којом је разбијен покушај усташке емиграције да изводе терористичке и диверзантске акције и уједине крижарске формације у устанак против нових власти ФНРЈ. Акција убацивања усташа је покренута уз сагласност Анте Павелића, иако се након њеног неуспеха од тога ограђивао. Акцију је водио Божидар Кавран. Прва група је ухапшена на планини Папук. УДБА је тада покренула операцију „Гвардијан“ (усташама у иностранству су слате лажне поруке којима су намамљивани да дођу) током које је на југословенско-аустријској граници у наредних месеци ухапшено укупно 19 усташких група, а операција је завршена хапшењем Божидара Каврана, главног организатора илегалног убацивања усташа. Ухапшеним усташама суђено је током августа 1948. године и већина их је осуђена на смрт, а остали на дуже затворске казне. У акцији је убијено или ухапшено 96 усташа, међу којима и Анте Врбан и Љубо Милош. 

## Позадина
Поразом НДХ и повлачењем њене војске у Аустрију у мају 1945. у Југославији су остале групице војника који су избегли заробљавање. Називали су се крижарима и шкрипарима, а на њиховом челу је био Вјекослав Лубурић. До 1946. антикомунистички настројени Хрвати, углавном бивше усташе или високорангирани домобрани за време постојања НДХ, су се успели повезати довољно да разматрају подизање устанка у Хрватској коју су сада контролисале нове комунистичке власти. Знали су за постојање крижара, али није било директне везе између њих и емиграната. Усташе у емиграцији су у Југославију убацивали своје људе да их известе о стању у земљи. Усташки бојник (мајор) Анте Врбан се већ у лето 1945. вратио из избеглиштва и стигао надомак Загреба. Врбан се на наговор Анте Павелића и пуковника Јакова Џала априла 1946. поново вратио у Југославију и шест месеци обилазио крижаре по северној Хрватској и Босни и Херцеговини.
Хрватски емигранти у иностранству ширили су преувеличане вести о броју крижара и њиховим борбама против југословенских снага безбедности. Наде усташког руководства о повратку у земљу подгрејавало је све јаче заоштравање односа између САД и Југославије због Трста, обарања америчких авиона и југословенских оптужби да Западни савезници крију и регрутују колаборационистичке снаге са једне стране и западних савезника и Совјетског Савеза са друге стране и чинило им се да је нови светски рат неизбежан. Ловро Сучић и Божидар Кавран су 1946. покренули иницијативу за оснивање Хрватскога државног одбора у Аустрији, чији би задатак био дизање устанка на подручју бивше НДХ. Одбор је морао да припреми и групе официра које би се убациле да би организовали оружане група. Емигранти су ступили у контакт и с неким страним обавјештајним службама. Од америчке обавештајне службе су добили обећање да ће их снабдети потребним материјалним и техничким средствима, а заузврат је требало да шаљу извештаје о стању у Југославији. Како су и до усташке емиграције у Италији стизале вести о наводном озбиљном отпору новој Југославији, и они су се почели да праве планове о подизању устанка. Тај план су назвали „Акција 10. травањ“. Повезали су се са емигрантима у Аустрији и понудили да и они учествују у операцији. Кавран је са неповерењем прихватио њихово учешће, пошто су усташе у Италији биле под јаким утицајем Анте Мошкова, који је био у сукобу са Павелићем. Кад је постигнуто компромисно решење између ова два планова, Кавран је под псеудонимом “Гвардијан” отишао у Италију и избегличким логорима изабрао људе за овај план. План је био да се повежу са крижарима Рафаела Бобана, за кога се претпостављало да делују негде у Билогори.
У међувремену, југословенска снаге безбедности (ОЗНА\УДБА, КНОЈ и Југословенска армија су уништиле многе крижарске групе, тако да до 1947. није постојао озбиљан отпор. УДБА је чак успела да убаци своје међу усташе у логорима у Аустрији и Италији, па чак и међу усташко вођство и Кавранову групу. 

## Акција
Пре започињања операције убацивања емиграната, центар Удбе за Хрватску у Загребу добио је током маја депешу из Беча од свог главног сарадника међу усташким емигрантима, да ће ускоро на Папук доћи прва група. Удба је одмах припремила акцију под тајним именом Гвардијан, Каврановом псеудониму, и поставила замке.
Кавран је, уз подршку осталог емигрантског водства, одлучио да пошаље прву групу у Југославије. За њу је одредио усташке бојнике Љубу Милоша, бившег команданта логора Јасеновац, и Анту Врбана и ројника Луку Гргића. Кавран их је пре поласка уверавао да ће сигурно моћи да остваре сарадњу са присталицама Хрватске сељачке странке у земљи. Задатак им је био организовање и повезивање и тих група. За прелаз је одређена југословенско-мађарска граница између Ђекењеша и Голе, где су постојали водичи Мартин Немец, Драго Кутлеша и Леон Златар. Група је 7. јуна прешла југословенско-мађарску границу. Врбанов задатак је био за дође у контакт са крижарима на Папуку, успостави штаб за координацију и после да продужи за Босну. Милошев задатак је био да оснује центар за обуку у Билогори, а касније да се врати у Подравину и поднесе извештај. Милош је по куриру послао Каврану извештај да на копривничком подручју не постоји никаква крижарска група и да одлазе даље. Након неколико дана лутања Папуком, Диљем, Псуњом и Бабјом Гором уверили су се да нема крижарских група и кренули су натраг у Аустрију. На повратку су 19. јула наишли на агента Удбе који се повезао с групом, а истовремено је о њима известио своју централу. Он се представио да је припадник крижарске групе бојника Микулчића кога су ови лично познавали, па су договорили састанак са њим за два дана. Милоша и Врбана су кренули са припадницима Удбе у импровизовани логор. Док су се одмарали, након што је руководећи официр Удбе изговорио сигнал који је гласио „Јожа/Јозо, дај воде“, припадници Удбе су се бацили на Милоша и Врбана. Гргић је ликвидиран касније. Ухваћени диверзанти пребачени су у затвор на Савској цести у Загребу. У истрази су обојица детаљно испричала даље планове својих колега у емиграцији, па је Удба за Хрватску, под водством Стеве Крајачића, кренула даље у акцију. Својим каналима је упутила Каврану лажну поруку, известивши га да се прва група на Папуку повезала са крижарима. У међувремену Милош се под притиском доказа да је као заповедник Јасеновца одговоран за ратне злочине ускоро сломио и пристао на сарадњу са Удбом. Одао је шифру и радио-сигнале, прихвативши такође да пише и писмене поруке.
Кавран је из Аустрије упутио и другу групу чији вођа је био Божидар Петрачић, која је прешла границу 20. јула. По првобитном плану требало је да ова група доста времена након што Милош пошаље свој извештај. За њихов долазак УДБА је сазнала од сељака из околине Копривнице и Ђурђевца који су им пријавили да су приметили петорицу сумњивих планинара. УДБА је знала да се у Сухопољу налази база ка којој је ова група вероватно кренула. Стога је послала свог агента, који се представио као Милошев курир, у Сухопоље, где је и пронашао Петрачићеву групу. Курир је успео да задобије њихово поверење и договори да ће их одвести до наводне базе у Билогори, заправу у замку УДБА. Ова група је ухапшена у Сухопољу 29. јула на исти начин као и прва. Милош је послао Каврану поруку да је Петрачићева група стигла, да је Врбан продужио за Босну и нагласила је да на терену недостаје официра. Удбин циљ је било хватање виших официра и истакнутијих политичара. 
Наставак операције је био угрожен чињеницом да је мађарска полиција у августу 1947. убила Немеца и ухапсила Кутлешу који су пребацили прве две групе преко границе. Ипак после мање паузе у Голу је преко Златара стигла група већа официра официра у којима су били Рудолф Срнак и бојник Крешимир Жупан. УДБА их је ухватила и сместила у станицу у Копривници. Док су били тамо Жупан је покушао да искористи непажњу чувара, али је убијен у борби са стражаром. Канал преко Мађарске је остао и даље у употреби. Следећа група на челу са Јосипом Томљеновићем ушла је у Југославију 24. октобра 1947. а УДБА ју је ухватила сутрадан код Михољанеца. Преко Мађарске стигла је још једна група, а канал за убацивање је прекинут хапшењем Златара фебруара 1948.

### Отварање новог канала преко Словеније
По затварању мађарског канала, пут преко Словеније је остао једина алтернатива. УДБА још раније припремала слањем лажних извештаја отварање новог канала за убацивање усташа у Југославију преко Словеније. Тај пут је био мање опаснији за убацивање, због чега се могло очекивати долазак још више група са вишим официрима и политичарима. Међутим, то би исто значило да би Кавран затражио да се неко од убачених усташа врати у Аустрији да лично преда извештај Каврану, што је била велика опасност по операцију. УДБА је организовала пункт за прихватање усташа у једном селу код Марибора. Од 23. марта до 4. јуна границу је прешло десет група, а свака би била ухапшена истог дана када би прешла југословенско-аустријску границу. У овом периоду ухваћени су Ивица Гржета, Мимо Росандић, Никола Пехар, Владимир Саболић и Вјекослав Блашков.

### Крај операције
Због заоштравања односа између Југославије и Совјетског Савеза након доношења резолуције Информбироа операција је морала бити прекинута. УДБА је страховала да СССР зна за улажење усташа у земљу и да би то могла да искористи у својој пропаганди против Југославије, што би угрозило наставак операције. Због тога је УДБА затражила са се у земљу врати и сам Кавран. Он је ухапшен у последњој групи у ноћи 3. јула. Каврановим хапшењем окончана је операција Гвардијан. Удба је 9. или 10. јула усташком центру у Филаху послала депешу: „Ми смо вас зајебали. Стоп. Сви сте у нашем затвору.“

## Ухваћени у операцији Гвардијан
- Анте Врбан
- Љубо Милош
- Јосип Томљеновић
- Божидар Кавран

## Епилог
Ухваћено је свих 96 убачених усташа. Судови Народне Републике Хрватске су током 1948. осудили 20 припадника ових група (међу њима Милоша, Врбана и Каврана) на смрт вешањем и трајни губитак свих права, 57 на смрт стрељањем, а остали су осуђени на доживотни затвор или временске казне од 15 до 20 година.
Заједно са овом групом суђено је и групи коју су чинили бивши пуковник Мачекове Сељачке заштите Милан Прибанић и бивши четници Божидар Ничић и Душан Тошић. Њих тројицу је у Трсту организовао бивши четнички потпуковник Синиша Оцокољић. Они су преко мора убачени у Југославију, али су брзо ухапшени.
По овој операцији 1983. године емитована је четвороделна мини-серија Замке у продукцији ТВ Загреб.